# André Neher
André Neher (22. října 1914 Obernai – 22. října 1988 Jeruzalém) byl nejen filozof a historik, ale též jeden z nejoriginálnějších francouzských judaistů vůbec. Svou vědeckou a pedagogickou aktivitu věnoval filozofickým a náboženským problémům židovské existence.

## Biografie
Pocházel z židovské rodiny, která se v roce 1918 přestěhovala do Štrasburku, kde byl formován jak jeho vztah k judaismu, tak k humanitním vědám, v nichž se zaměřil především na studium německého jazyka a hudby. Rok 1934 se stal pomyslným mezníkem jeho tvůrčího života. Jako dvacetiletý student pronáší jednu ze svých prvních přednášek pro okruh židovské mládeže ve Štrasburku na téma Golem. Ve svých 22 letech se stává učitelem němčiny v Sarrebourgu a zároveň pokračuje jak ve studiu na Štrasburské univerzitě, tak ve studiu judaismu na ješivě ve švýcarském Montreux. Od nástupu fašismu se však začínají měnit jeho postoje ke germánské německé kultuře a začíná objevovat pražskou německou literaturu reprezentovanou Maxem Brodem a Franzem Kafkou.
Od roku 1940, kdy mu již nebylo z rasových důvodů umožněno učit, pak zažívá období skrývání, úzkosti a hrůzy a následně se definitivně rozchází s německou kulturou. V té době dokonce dává sám sobě slib, že se nadále bude věnovat pouze židovským studiím. Po osvobození Francie získává rabínský titul a v roce 1947 úspěšnou obhajobou disertační práce o prorokovi Amosovi završuje své studium na univerzitě ve Štrasburku. Téhož roku se žení s Reneé Bernheimovou (1922–2005), jež se v průběhu dalších let ukázala být nepostradatelnou partnerkou v jeho spisovatelské činnosti. V roce 1955 se stává profesorem a získává místo vedoucího katedry hebrejských a židovských studií na Faculté des Lettres en France. Kromě toho se věnuje plodné publikační činnosti – mimo jiné v roce 1962 vydává se svou ženou L'Histoire biblique du peuple d'Israël (Biblické dějiny izraelského lidu). Po šestidenní válce na protest proti výpadům generála de Gaulla vůči židovskému lidu opouští Francii a stěhuje se do Izraele, kde začíná vyučovat na Telavivské univerzitě. Je pohřben v Jeruzalémě na Olivetské hoře.